# Zamach w Dhace (2016)
Zamach terrorystyczny w Dhace – atak terrorystyczny na restaurację Holey Artisan Bakery, jaki miał miejsce nocą 1 lipca 2016, w którym zginęły 29 osób (w tym 5 zamachowców), a 30 zostało rannych. Do sprawstwa zamachu przyznało się Państwo Islamskie, jednak władze Bangladeszu podały, iż w rzeczywistości atak przeprowadziła lokalna organizacja fundamentalistyczna Jamaat-ul-Mujahideen.

## Przebieg wydarzeń
Zamachowcy wtargnęli do restauracji Holey Artisan Bakery, położonej w dyplomatycznej dzielnicy Dhaki, wieczorem 1 lipca 2016 uzbrojeni w karabiny maszynowe, bomby i granaty. Celem ich ataku byli przede wszystkim obywatele innych krajów. Wzięli ok. 35 zakładników spośród osób, które przebywały w lokalu. Po opanowaniu budynku terroryści, używając porzuconych telefonów należących do gości lokalu, poinformowali w internecie o trwającym ataku, opublikowali także zdjęcia już zamordowanych klientów Holey Artisan. Zakładników podzielili na muzułmanów i niemuzułmanów - pierwsi otrzymali posiłek i wodę, drudzy nie.
Bangladescy policjanci po dwunastu godzinach odbili budynek restauracji, zabijając przy tym sześciu zamachowców i zatrzymując jednego. W szturmie brało udział ponad 100 komandosów z policyjnych batalionów szybkiego reagowania oraz pojazdy opancerzone. Dwóch policjantów zginęło jeszcze przed rozpoczęciem szturmu, a 26 osób zostało rannych w czasie walki. Dwanaście osób udało się uwolnić z restauracji jeszcze przed jej całkowitym odbiciem, m.in. zamachowcy pozwolili odejść kobietom noszącym hidżab. W zamachu śmierć oprócz bangladeskich żołnierzy ponieśli zakładnicy: dziewięcioro Włochów, siedmioro Japończyków, Hinduska i Amerykanka. Włoscy zakładnicy zostali przed śmiercią poddani torturom. 
Państwo Islamskie opublikowało fotografie mężczyzn z flagami organizacji, podając, że byli to zamachowcy. Władze Bangladeszu zaprzeczyły jednak sprawstwu IS i stwierdziły, że ataku dokonała miejscowa, bangladeska grupa Jamaat-ul-Mujahideen. Po zamachu poinformowano, że sprawcy ataku nie byli absolwentami islamskich seminariów ani medres, ale prywatnych szkół średnich i uczelni, pochodzili z zamożnych rodzin. Jeden z nich, 21-letni Roham Imtiaz, był synem polityka rządzącej w Bangladeszu partii Awami League. 

## Reakcje
W Bangladeszu po zamachu ogłoszono dwudniową żałobę narodową. Władze zapowiedziały, że będą kontynuować walkę z terroryzmem w kraju.